# 晏姓
晏姓，在《百家姓》中排第324位。

## 起源
始祖為晏安，陆终之第五個儿子。而陆终则是祝融氏吴回之子。
晏姓可以明确考证的始祖是春秋时期齐国贤臣晏子的父亲晏弱，叔夷钟铭文记载晏弱为宋穆公之曾孙，出自子姓，为殷商后裔。此后晏氏家族昌盛，为齐国四大贵族之一。秦漢以後世居於山东一带。

## 分佈
晏姓在大陆和台湾都没有列入百家姓前一百位，算是較少見之姓氏，约占全国汉族人口的0.027%，居第324位。但分佈頗廣，以湖北、四川、江西等省多此姓，三省加起來佔全國晏姓人口82%。 

## 郡望
齐郡（今山东省临淄县）。

## 延伸阅读
[在维基数据编辑]
 《百家姓》
 《欽定古今圖書集成·明倫彙編·氏族典·晏姓部》，出自陈梦雷《古今圖書集成》